# Schloss Marchegg
Das Schloss Marchegg ist ein Barockschloss in Marchegg in Niederösterreich. Es ist eines der sechs Marchfeldschlösser.

## Geschichte
Das ursprüngliche Schloss wurde als Stadtburg an der nordwestlichen Ecke der Stadtmauer nach der Schlacht bei Groißenbrunn, bei der Ottokar II. im Jahr 1260 den ungarischen König Béla IV. besiegte, errichtet und sollte an der Grenze zu Ungarn Schutz bieten. Die erste urkundliche Erwähnung der Burg stammt aus dem Jahr 1346. 
Erstmals wurde die Burg ebenso wie die Stadt in den Jahren 1426 und 1427 in den Hussitenkriegen erobert. 
Im Jahr 1502 erhielt Niklas Graf Salm die Burg als Pfandbesitz. Bei der Ersten Türkenbelagerung wurde Marchegg selbst niedergebrannt; die Burg wurde zwar nicht eingenommen, aber ebenfalls schwer beschädigt. Durch die Hilfe, die die Salms bei der Verteidigung Wiens leisteten, wurden auch die Erben im Pfandbesitz bestätigt. Niklas Graf Salm starb bereits 1530 im nahen Salmhof. Erst 1568 wurde die Burg durch den Sohn Salms wieder bewohnbar gemacht. Am Beginn des 17. Jahrhunderts wurde die Burg jedoch bereits neuerlich durch ungarische Rebellen verwüstet.
Im Jahr 1621 bekam der Präsident der ungarischen Hofkammer Graf Paul Pállfy von Erdöd von Ferdinand II. die Burg vorerst als Pfand und zwei Jahre später als Eigenbesitz. Den Pálffy gelang es auch große Besitzungen im benachbarten Malatzka zu erwerben. Die Burg Marchegg wurde bis auf einen Turm abgetragen und nach Plänen des kaiserlichen Ingenieur- und Mineurhauptmann Lambert Lambion als viereckiges Wasserschloss neu erbaut. Die geplanten Basteien und Ravelins wurden dabei jedoch nicht errichtet.
Im Auftrag des ungarischen Palatins Nikolaus Pálffy führte der Baumeister Christian Alexander Oedtl um 1715 eine Barockisierung des Schlosses durch. Im Zuge dessen wurde der Wassergraben zugeschüttet. Auch die Eckbastion wurde dabei entfernt. Die Südfront erhielt ihr heutiges Aussehen. 
In den kommenden zwei Jahrhunderten war das Schloss hauptsächlich Jagdschloss und Sommersitz. Häufige Jagdgäste waren unter anderem 
Kaiser Joseph II., Maria Theresia oder Franz Stephan von Lothringen.
Karl Graf Pálffy wurde 1807 in den Fürstenstand erhoben.
Nikolaus Pálffy verlegte nach dem Ersten Weltkrieg seinen Wohnsitz nach Marchegg, nachdem er in Malacky seine Besitzungen verlor.
Nach dem Zweiten Weltkrieg wurde das Schloss selbst stark devastiert und das Inventar gestohlen. Im Jahr 1947 starb mit dem Tod von Ladislaus Pálffy die Marchegger Linie der Familie Pálffy aus. 
Im Jahr 1957 erwarb die Stadt Marchegg mit Hilfe des Landes Niederösterreich das Schloss, nachdem es schon zum Abbruch bestimmt war. Vom Land wurde 1959 in zwei renovierten Prunkräumen das Niederösterreichische Jagdmuseum eingerichtet. Als jedoch 2000 die Bestände im Landesmuseum konzentriert wurden, wurde die Ausstellung in Marchegg geschlossen. Seit 2010 wird eine Ausstellung der Stadt Marchegg durchgeführt „Von König Ottokar bis zu den Fürsten Pálffy“. Diese ist jedes Jahr von April bis Oktober geöffnet und kann von Donnerstag bis Montag besichtigt werden. Vom direkt anschließenden Hochwasserschutzdamm hat man einen eindrucksvollen Rundblick auf die Weißstorchkolonien, die sowohl auf den Kaminen des Schlosses als auch auf den Bäumen im Schlosspark oder in den Marchauen des Naturreservates Marchegg nisten.

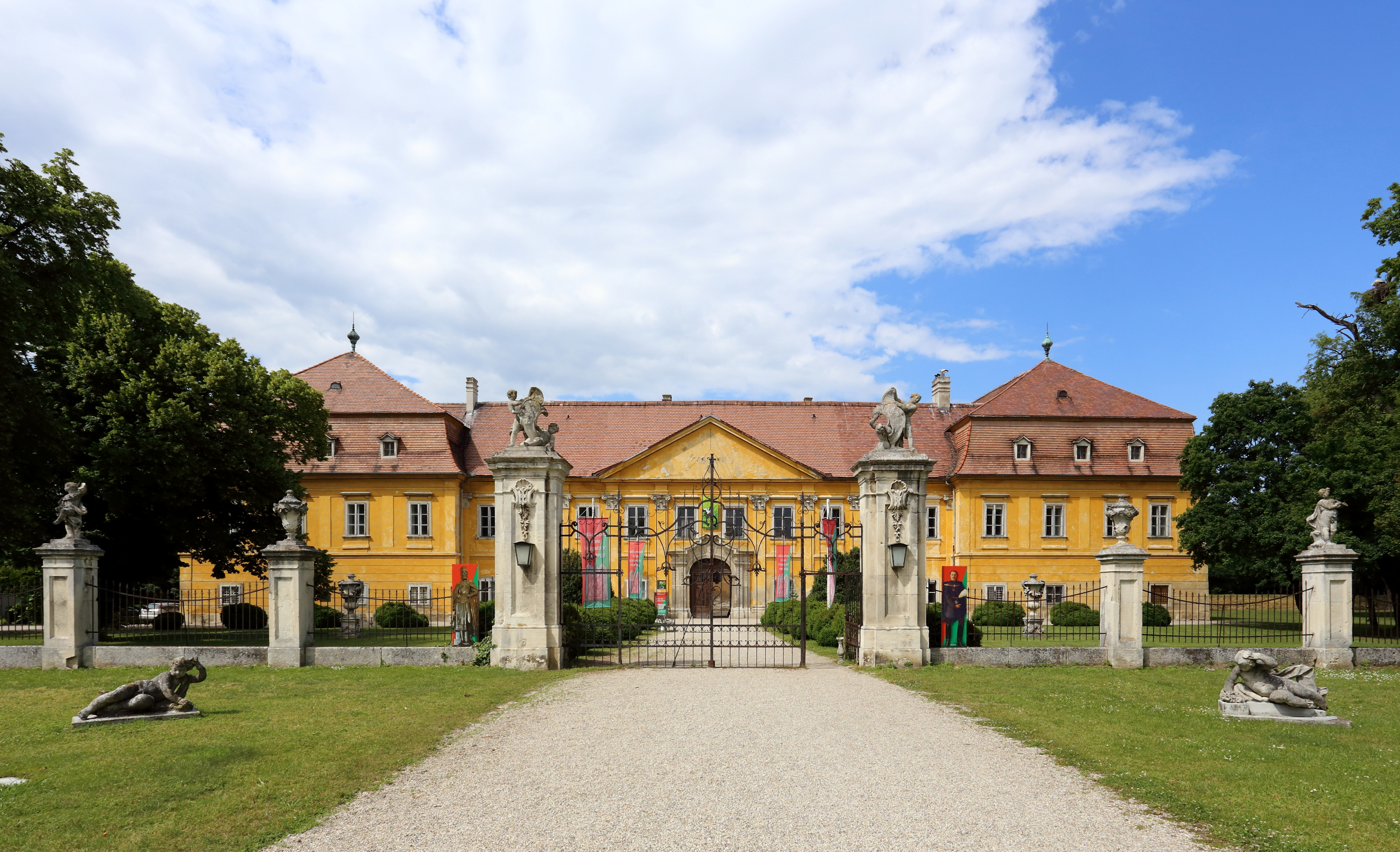
Schloss Marchegg vor der Renovierung (2014)

2022 fand die Niederösterreichische Landesausstellung im Schloss statt, die das Marchfeld zum Thema hatte. Dem zweijährigen Rhythmus der Landesausstellungen entsprechend hätte sie eigentlich 2021 stattfinden müssen, aber man entschied sich von Anfang an bewusst für 2022, weil die Renovierungsarbeiten besonders viel Arbeit erforderten und das Schloss da sein 750-jähriges Bestehen feierte. Im Zuge von Renovierungsarbeiten wurde festgestellt, dass es sich bei der 1924/25 im Schlossgarten errichteten Gruft der Familie Palffy um ein Werk von Clemens Holzmeister handelt.

## Bau
Der Bau ist durchgehend zweigeschoßig und liegt in einem großen Park. Im Inneren sind einige Räume mit Stuckdecken. Die ehemalige Kapelle ist ebenfalls zweigeschoßig. Vor dem Schloss befindet sich eine Einfahrt mit schmiedeeisernem Tor.